# Universidade Jiao Tong de Xangai
A Universidade de Xangai Jiao Tong ou Universidade Jiao Tong de Xangai (Chinês simplificado: 上海交通大学; Chinês tradicional: 上海交通大學; pinyin: Shànghǎi Jiāotōng Dàxué; Siglas: Jiao Da (交大) ou SJTU) é uma instituição de ensino superior da República Popular da China, localizada na cidade de Xangai. As suas origens remontam a 1896 com a fundação da escola pública Nan Yang. O nome definitivo foi adquirido em 1959 e é uma das universidades mais antigas da China. Depende diretamente do Ministério da Educação e do município de Xangai.
Esta universidade é reconhecida pelo seu papel destacado nas ciências e nas engenharias. Atingiu também fama mundial devido a incluir, entre as suas numerosas escolas e centros de investigação, o Centro para Universidades de Categoria Mundial (em inglês: Center for World-Class Universities) que se encontra muito ativo a nível internacional no estudo da metodologia para a classificação académica de universidades de todo o mundo, pela qual foi responsável até 2008.

## História
Em 1896, a Escola Pública Nanyang (南洋公學) foi fundada em Xangai por um édito imperial emitido pelo imperador Guangxu, para o Gabinete de Negócios e Telégrafos do governo imperial. Quatro escolas foram fundadas: uma escola normal, uma escola de estudos estrangeiros, uma escola média e uma escola superior. Sheng Xuanhuai, o mandarim responsável por propor a ideia ao imperador Guangxu, foi o primeiro presidente e é considerado o fundador da universidade, com assistência de John Calvin Ferguson, missionário e pedagogo.
Hoje, após várias mudanças de nome e de programa educativo no século XX, a universidade tem uma grande dimensão. Tem 31 escolas (departamentos), 63 programas de graduação, 250 programas de mestrado, 203 de doutoramento, 28 de pós-doutoramento e alberga 11 laboratórios de estado e centros de investigação nacional na área de engenharias.
Tem 42881 estudantes, dos quais 1598 são internacionais. Tem 17766 em cursos para primeiro grau, 24017 para mestrado e doutoramento.
Tem mais de 1900 professores, incluindo 15 académicos membros da Academia Chinesa de Ciências, 20 académicos membros da Academia Chinesa de Engenharia, 92 professores acreditados e catedráticos do "Cheung Kong Scholars Program".

## Graduados destacados
- Jiang Zemin (江澤民) - Ex-presidente da República Popular da China.
- Lu Dingyi (陸定一) - Político.
- Ding Guangen(丁關根) - Político.
- Wang Daohan(汪道涵) - Político.
- Qian Xuesen(錢學森) - Cientista, ex-chefe do programa espacial chinês.
- Wu Wenjun(吳文俊) - Matemático.
- Zou Taofen(鄒韜奮) - Jornalista.
- Mao Yisheng (茅以升)- Professor e engenheiro civil.
- Cai Er(蔡鍔) - Militar.
- Huang Yanpei (黃炎培)- Político.
- Shao Lizi (邵力子)- Escritor e político.
- An Wang (王安)- Cientista, inventor e fundador dos Laboratórios Wang.
- Wen Tsing Chow (周文俊) - Pioneiro da computação e especialista aeroespacial.
- Mao Daolin (茅道临) - ex-CEO da sina.com, genro do ex-presidente Hu Jintao
- Neil Shen (沈南鵬)- Fundador da Ctrip.com, chefe de Sequoia China.
- Jiang Jianqing (姜建清) - Presidente do Industrial and Commercial Bank of China.
- Yao Ming (姚明) - ex-jogador de basquete.[2]

## Professores destacados
- Luc Montagnier,[3] co-descobridor do virus da sida, prémio Nobel de Fisiologia ou Medicina em 2008
- Ghil'ad Zuckermann, linguista